# Armindo Rodrigues de Sttau Monteiro
Armindo Rodrigues de Sttau Monteiro (* 16. Dezember 1896 in Vila Velha de Ródão; † 15. Oktober 1955 in Barrão, Loures), besser bekannt als Armindo Monteiro, war ein portugiesischer Politiker, Unternehmer, Diplomat und Universitätsprofessor. In der Zeit der portugiesischen Diktatur wurde der Ort Bobonaro in der Kolonie Portugiesisch-Timor nach ihm in Vila Armindo Monteiro umbenannt.

## Leben
Armindo kam als Sohn von Arménio da Costa de Sttau Monteiro und Rosária Maria Rodrigues da Silva nah der Grenze zu Spanien zur Welt. An der Universität Coimbra studierte er Recht mit einer Spezialisierung in öffentliche Finanzen und arbeitete danach von 1919 bis 1928 als Journalist. In der Ersten Portugiesischen Republik engagierte Monteiro sich politisch als konservativer Republikaner. Schließlich wurde er Mitglied in der Kommission, die sich um die Abbezahlung der portugiesischen Kriegsschulden aus dem Ersten Weltkrieg an Großbritannien kümmerte. Hier erwarb er sich den Ruf als Experte für öffentliche Finanzen.

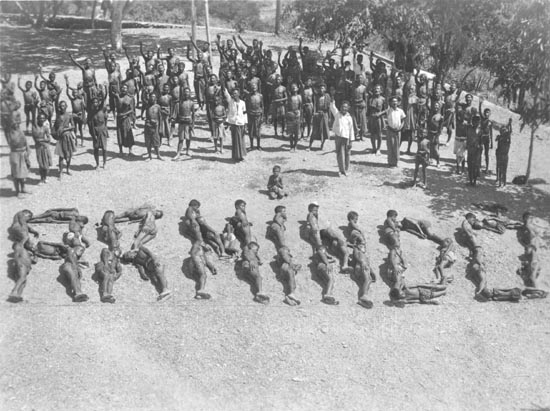
Timoresen bilden Armindos Namen mit ihren Körpern, Álbum Fontoura (1930)

In der folgenden portugiesischen Diktatur des Estado Novo wurde Monteiro 1928 Finanzminister, aber schon bald von seinem politischen Konkurrenten António de Oliveira Salazar abgelöst. Monteiro wurde Minister für die Kolonien (11. April 1931 bis 11. Mai 1935), Außenminister (1935–1936) und zwischen 1937 und 1943 Botschafter Portugals in London. Monteiro galt als anglophil und weltoffen und als mögliche demokratische Alternative zum Diktator Salazar, angeblich ein Grund, weswegen er auf den Posten in Großbritannien versetzt wurde. Von hier aus hatte Monteiro einen entscheidenden Einfluss auf die Pro-Alliierten-Politik innerhalb der portugiesischen Neutralität im Zweiten Weltkrieg, so bei Portugals Beitritt zum Nichteinmischungsausschuss und der Einrichtung einer Alliierten-Basis auf den Azoren.
Von 1943 bis zu seinem Tode 1955 arbeitete Monteiro an verschiedenen Universitäten, während er parallel noch im Staatsrat und der Câmara Corporativa Mitglied war. In der Wirtschaft engagierte Monteiro sich bei der Refinaria Colonial in Alcântara und der Sena Sugar Estates in Mosambik.

## Familie
Armindo Monteiro ist der Vater von Luís de Sttau Monteiro, einem Schriftsteller und Führer der demokratischen Opposition gegen den Estado Novo. Weitere Kinder von Armindo und seiner Frau Lúcia Rebelo Cancela Infante de Lacerda sind Ana Maria Infante de Lacerda de Sttau Monteiro, Miguel Infante de Lacerda de Sttau Monteiro und Maria Isabel Infante de Lacerda Sttau Monteiro.